# Binodoxys oregmae
Binodoxys oregmae är en stekelart som först beskrevs av Agarwala, Saha och Mahapatra 1987.  Binodoxys oregmae ingår i släktet Binodoxys och familjen bracksteklar. Inga underarter finns listade.